# Viterra (Agrarunternehmen)
Viterra Inc. war ein international agierender kanadischer Agrarkonzern, der im Jahr 2013 von Glencore übernommen wurde. Im November 2020 führte Glencore seine Agrar-Aktivitäten unter der Marke Viterra zusammen.

## Geschichte
Die Ursprünge des Unternehmens reichten zurück zu kanadischen Agrargenossenschaften der 1920er Jahre, aus denen als größtes Getreidehandels-Konglomerat des Landes der Saskatchewan Wheat Pool (SWP) entstand, der in den 1990er Jahren an die Börse ging. Nach der Übernahme des Konkurrenten Agricore United aus Winnipeg, Provinz Manitoba, im Jahr 2007 wurde SWP umbenannt in Viterra. Das neue Unternehmen mit Hauptsitz in Regina (Saskatchewan) war der größte Getreidehändler Kanadas. Im Lauf der Zeit diversifizierte Viterra in weitere Bereiche der Agrarindustrie und operierte über Kanada hinaus auch in den Weizenanbaugebieten der USA, Australiens, Neuseelands und Chinas und in weiteren Ländern. Viterra war zu einem der weltgrößten Getreidehändler gewachsen und beschäftigte bis zu 6000 Mitarbeiter. Zum Jahresende 2012 wurde Viterra für etwa 6,1 Mrd. Dollar (knapp 5 Mrd. Euro) von Glencore Xstrata (Glencore International) und dessen kanadischen Bietpartnern Agrium und Richardson International übernommen, die anschließend die kanadischen Teile der Viterra-Gruppe erhielten.
Im Juni 2023 wurde bekannt gegeben, dass das Unternehmen für $ 6,2 Mrd. in Aktien und $ 2 Mrd. in bar von Bunge Limited übernommen werden soll.